# Cornici (popolo)
I cornici (in cornico: Kernowyon) sono un gruppo etnico della Cornovaglia, in Inghilterra. È un popolo celtico che ha parlato la lingua cornica fino al XVIII secolo e che ha iniziato a utilizzarla nuovamente dal XX secolo, sebbene in minoranza. Secondo un sondaggio del 2004, il 35% degli abitanti della Cornovaglia si considera cornico (circa 181.000 persone). Costituiscono una minoranza nazionale riconosciuta nel Regno Unito, che può risalire agli antichi britanni che abitavano la Gran Bretagna meridionale e centrale prima della conquista romana. Molti in Cornovaglia oggi continuano ad affermare un'identità distinta separata o in aggiunta alle identità inglesi o britanniche. L'identità della Cornovaglia è stata adottata dai migranti cornici, nonché dalle comunità di emigranti e discendenti della Cornovaglia, quest'ultima a volte indicata come diaspora cornica. Sebbene non sia incluso come opzione esplicita nel censimento del Regno Unito, il numero di coloro che rivendicano l'identità etnica e nazionale della Cornovaglia sono ufficialmente riconosciuti e registrati.
Durante l'antichità classica, gli antichi britannici formarono una serie di tribù, culture e identità in Gran Bretagna; i dumnoni e i cornovi erano le tribù celtiche che abitavano quella che sarebbe diventata la Cornovaglia durante l'età del ferro, i periodi romano e post-romano. Il nome Cornwall e il suo demonimo Cornish derivano dalla tribù celtica dei cornovi. L'invasione e l'insediamento anglosassone della Gran Bretagna dal V al VI secolo limitarono gradualmente la cultura e la lingua romano-britannica nel nord e nell'ovest della Gran Bretagna, mentre gli abitanti del sud e dell'est della Gran Bretagna divennero inglesi. Il popolo della Cornovaglia, che condivideva le lingue brittoniche con il gallese e il bretone attraverso il mare, veniva chiamato nella lingua inglese antica come "Westwala" che significa gallese occidentale. Si pensa che la battaglia di Deorham tra i britannici e gli anglosassoni abbia provocato una perdita di collegamenti terrestri con il popolo del Galles.

## Presentazione
L'etnia cornica viene riconosciuta nei censimenti canadesi e, nel 2006, 1550 canadesi hanno riferito che la loro origine etnica era quella cornica. Il governo britannico ha concesso loro lo status di minoranza nazionale nel maggio 2014. La lingua cornica era stata comunque riconosciuta nel settembre 2002, a seguito della seconda ratifica della Carta europea delle lingue regionali o minoritarie da parte del Regno Unito.

## Distintività nazionale, etnica e culturale
Alcune persone della Cornovaglia si considerano un gruppo etnico separato, derivato dalle tribù celtiche (in contrapposizione agli inglesi), che in passato utilizzava la lingua cornica e aveva una storia parzialmente separata. Per il censimento del 2011, è stata sostenuta l'opzione della nazionalità cornica, sebbene il modulo non contenesse un campo separato per quella nazionalità; tuttavia, 37.000 persone hanno riferito di appartenere alla nazionalità cornica, sebbene questa possibilità, secondo i critici, non sia stata adeguatamente promossa. Dal 2004, ai sensi della legge sull'infanzia, la nazionalità della Cornovaglia può essere indicata nei rapporti scolastici. La Cornovaglia ha anche una rappresentazione sportiva separata, che è apparsa dai Giochi del Commonwealth del 2006.
I critici della tesi sull'origine celtica separata del popolo della Cornovaglia, in particolare i genetisti (incluso Brian Sykes), ritengono che non esista un gruppo etnico celtico. L'unica connessione indiscussa con i Celti è la comunicazione linguistica; la lingua cornica (estinta a cavallo tra il XVII e il XIX secolo, a partire dalla rinascita del XX secolo di questa lingua) è una lingua celtica.

## Aspirazioni separatiste

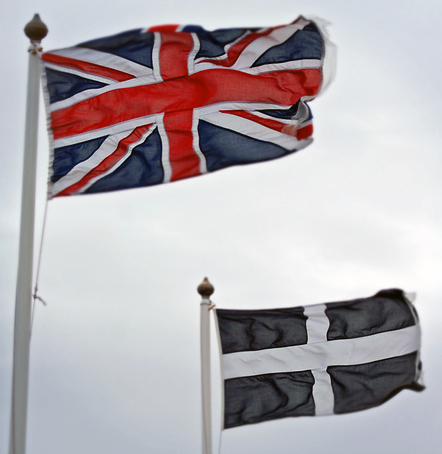
La Union e la Cornish flag.

Alcuni movimenti politici, sociali e culturali della Cornovaglia proclamano apertamente le aspirazioni all'indipendenza. Il concetto inglese di nazionalismo della Cornovaglia è associato a questo. Di solito riguarda i seguenti postulati:
- riconoscimento della separazione della Cornovaglia dall'Inghilterra e dei cornici dagli inglesi
- decentralizzazione dell'Inghilterra (intesa come una delle quattro nazioni costitutive - insieme a Galles, Scozia e Irlanda del Nord all'interno del Regno Unito)
- ottenimento dell'autonomia e creazione di un parlamento separato per la Cornovaglia con poteri legislativi.[9]

Si sottolinea inoltre che la Cornovaglia, diversamente dalla Scozia, non è mai stata incorporata in Inghilterra attraverso un'unione formale.

### Lotta per l'autonomia della Cornovaglia
I primi sforzi per l'indipendenza della Cornovaglia avvennero durante la guerra civile inglese nel XVII secolo e furono guidati da Sir Richard Grenville, convinto di poter usare i sogni d'indipendenza della Cornovaglia per ottenere supporto per i realisti. Attualmente, gli sforzi della Cornovaglia per l'autonomia sono condotti da organizzazioni politiche come Mebyon Kernow e il Partito Nazionalista Cornico. Chiedono l'istituzione dell'Assemblea cornica secondo lo stesso principio e con gli stessi diritti dell'Assemblea nazionale per il Galles. Secondo uno studio del 2003, il 55% delle persone della Cornovaglia ha sostenuto questi sforzi.